# Szaniszló Richárd
Szaniszló Richárd (Jászberény, 1977. június 11.– ) magyar zeneművész, zeneszerző, ütőhangszeres művésztanár, jazz vibrafonos.

## Élete
1977. június 11-én született a Jászság fővárosának nevezett Jászberényben, ott végezte általános iskolai tanulmányait. Kis korától vonzódott a zenéhez, ezen belül is az ütős hangszerekhez – négy éves korában, otthon kezdett dobolni tanulni –, ezért ütő tanszakon kezdte zenei tanulmányait 1984-ben Kecskés Istvánné tanárnőnél, a szülővárosában működő Palotásy János Zeneiskolában. Az 1989/90-es tanévben, nyolcadik osztályos diákként került a Liszt Ferenc Zeneművészeti Főiskola Szegedi Konzervatóriumába, majd az érettségi után ott töltötte főiskolai, illetve egyetemi éveit is. 2000-ben szerzett ütőhangszeres művésztanári képzettséget akadémiai szakon; pályáját olyan tanárok segítették, mint Siklósi Gábor, Wéninger Richárd, Váray László és Szabó István.
Kezdetektől fogva érdeklődött a kortárs zene és a jazz iránt is, már diákévei alatt is alkotott saját kompozíciókat, melyekben a vibrafon és marimba hangzását ötvözte a jazz és a modernebb irányzatok zenei világával. Számos különböző formációban lépett fel hazai és külföldi zenésztársaival, rendszerint nagy sikerrel. Számos rádiós felvétele is készült már, amelyeken részben szólistaként, részben más zenészekkel közös felállásban működött közre. 2019 és 2020-tól Ludwig-Musser és Vic Firth endorser. Musser M55 vibrafonját David Friedman amerikai jazz vibrafonostól kapta ajándékba 2019-ben. Olyan előadókkal és együttesekkel voltak közös produkciói – a teljesség igénye nélkül –, mint Makoto Ozone, Al Di Meola, David Friedman, Csepregi Gyula, Kőszegi Imre, Deseő Csaba, Gerendás Péter, Cseke Gábor
Lemezei:
- Hands Of Passion (Ballads And Other Stories) GR1993 –Cseke Gáborral és Pusztai Csabával, a Grammy Records kiadásában (2009)

2004 Ritmusdepo "Selected Recordings"
2006. Peter Kaszas: "Nalanda" as guest musician, on marimba
2008. Agnes Szaloki: A vágy muzsikál
2008. Hands Of Passion. Soron Records, Los Angeles and ITunes and internet publishing.
2009. Hands Of Passion, Gramy Records, Hungary.
2013.Gabor Varga: Interceptions
2014.IN LINE – In Memoriam Gyula Csepregi
2015.TakTak Dódi Kárpáti
2018.Gabor Varga: Christmas CD
2018. Mr. Privati
2018. Gabor Varga Sounds of Colours
```
2019.Adam Bögöthy solo album
```

```
2020.Gabor Varga Quartet DSD recording. Getting Cooler
```

2020. Vibratone Quartet

- 2004 Ritmusdepo "Selected Recordings"
- 2006. Peter Kaszas: "Nalanda" as guest musician, on marimba
- 2008. Agnes Szaloki: A vágy muzsikál
- 2008. Hands Of Passion. Soron Records, Los Angeles and ITunes and internet publishing.
- 2009. Hands Of Passion, Gramy Records, Hungary.
- 2013.Gabor Varga: Interceptions
- 2014.IN LINE – In Memoriam Gyula Csepregi
- 2015.TakTak Dódi Kárpáti
- 2018.Gabor Varga: Christmas CD
- 2018. Mr. Privati
- 2018. Gabor Varga Sounds of Colours
- 2019.Adam Bögöthy solo album

```
*2020.Gabor Varga Quartet DSD recording. Getting Cooler
```

- 2020. Vibratone Quartet

## Elismerései, versenyeredményei
- Szólista különdíj a Jazz 2000 Nemzetközi Jazzfesztiválon (2000).
- Döntős részvétel az I. Jazz-zeneszerző versenyen (az Ördögtánc című szeptett kompozícióval, 2002).
- Középdöntős részvétel az amerikai Nashville-ben rendezett ISC versenyen, ahol Pat Metheny és B. B. King voltak a zsűritagok (a Sophia című szerzeménnyel, 2004).